# Йоан Сімун Едмундссон
Йоан Сімун Едмундссон (фар. Jóan Símun Edmundsson, нар. 26 липня 1991, Тофтір, Фарерські острови) — фарерський футболіст, нападник клубу «Беверен» та національної збірної Фарерських островів.

## Клубна кар'єра
Є вихованцем школи Фарерські команди «Б68 Тофтір». У дорослому футболі дебютував 2008 року виступами за цю ж команду, в якій провів два сезони, взявши участь у 49 матчах чемпіонату і забивши 10 голів.
У грудні 2009 року талановитого гравця помітили скаути англійського «Ньюкасл Юнайтед», і він відправився в оренду виступати за молодіжну команду клубу. Дебютував він у матчі з шотландським «Гіберніаном» У червні 2010 року він підписав професійний контракт з клубом. Дебютував у команді 25 липня 2010 року в матчі проти «Норвіч Сіті». 7 січня 2011 року Йоан на 28 днів відправився в оренду в клуб «Гейтсгед», що виступав у Національній Конференції, п'ятому за рівнем дивізіоні Англії. У складі нової команди дебютував наступного дня в матчі проти «Кіддермінстер Гарріерз». Свій перший гол за «Гейтсгед» Йоан забив 15 січня в матчі проти «Гемптон енд Річмонд Боро», який проходив в рамках Кубка Футбольної асоціації Англії. Клуб Едмундссона виграв з рахунком 6:0. Після повернення до «Ньюкасла» Едмундсон так і не зміг пробитись до основи «строкатих».
15 лютого 2012 року Йоан перейшов в норвезьку команду «Вікінг», проте і тут закріпитись не зумів, через що з вересня по грудень того ж року грав на правах оренди за данський клуб «Фредерісія». 
Наприкінці січня-початку лютого 2014 року проходив перегляд у данському клубі «Вайле», але в підсумку повернувся на батьківщину, де 22 лютого підписав контракт з клубом «АБ Аргир». Другу половину 2014 року провів у іншій фарерській команді «ГБ Торсгавн».
На початку 2015 року таки став гравцем данського «Вайле», підписавши контракт на два роки.
З 2016 по 2018 рік виступав у складі  «Оденсе».
З 2018 року захищає кольори білефельдської «Армінії».

## Виступи за збірні
Едмундсон грав за юнацьку збірну до 19 років.
Протягом 2009-2013 років залучався до складу молодіжної збірної Фарерських островів. Йоан став автором єдиного гола в матчі молодіжних збірних Фарерських островів та Росії 9 червня 2009 року, який дозволив фарерцям одержати сенсаційну перемогу над Росією. На молодіжному рівні зіграв у 9 офіційних матчах, забив 3 голи.
12 серпня 2009 року дебютував в офіційних матчах у складі національної збірної Фарерських островів в матчі відбору на чемпіонат світу проти збірної Франції (0:1). Свій перший гол Едмундсон забив за збірну 11 серпня 2010 року в матчі з Естонією, що проходив в рамках відбору на Євро-2012. Примітно, що Едмундсон відкрив рахунок у тому матчі, а цей гол став першим голом у кваліфікації до Євро-2012. Однак естонці все ж вирвали перемогу в компенсований час другого тайму.
14 листопада 2014 року Едмундсон забив єдиний гол у грі проти збірної Греції в Піреї, який приніс Фарерським островам першу перемогу з червня 2011 року.
Станом на 2022 рік провів у формі головної команди країни 76 матчів, забивши 7 голів.